# Johannes Parenti
Johannes Parenti (gestorven in 1250) was een Italiaans franciscaan en generale minister van de orde.
Hij studeerde in Bologna en trad samen met zijn zoon in bij de franciscanen. Franciscus van Assisi reikte hem zelf het habijt in 1211. In 1219 werd hij provinciale overste van Spanje, als opvolger van Bernardus van Quintavalle. Daar nam hij in 1220 Antonius van Padua op in de orde (Antonius was van Portugal, maar dat behoorde toen tot de Spaanse provincie). Nog tijdens zijn leven nam Franciscus afstand van zijn eigen functie als generale overste en benoemde in 1220 Petrus Catani als zijn plaatsvervanger. Catani stierf echter korte tijd later, waarna Franciscus broeder Elias van Cortona aanstelde. Na het overlijden van Franciscus (oktober 1226) werd Johannes Parenti tijdens het Pinksterkapittel van 1227 gekozen als generale overste van de minderbroeders en verving Elias. Het is nog altijd onderwerp van debat waarom de orde meende dat broeder Elias moest worden vervangen. In 1230 organiseerde Johannes een generaal kapittel van de orde. Daar ontstonden heftige discussies tussen radicale behoudsgezinden (spiritualen) en vernieuwingsgezinden (conventuelen). De twist ging vooral over de vraag of het Testament van Franciscus verplichtend was voor de orde of niet. De spiritualen wilden vasthouden aan de strikte tekst van Franciscus' testament dat geld en bezit verbood, terwijl de conventuelen de tekst vrij wilden interpreteren en geld en goederen wilden mogen bezitten. Johannes Parenti kon de vergadering niet in de hand houden. Het kapittel eindigde dan ook onbeslist. De beslissing werd overgelaten aan Paus Gregorius IX. De paus vond dat het testament van Franciscus niet bindend was en gaf daarmee het gelijk aan de conventuelen (pauselijke bul "Quo elongati"). Op 29 mei 1232 werd Johannes Parenti ontheven uit zijn ambt, waarschijnlijk omdat hij te oud werd. Anderen menen echter dat hij werd afgezet op basis van de leefregel die toestaat dat, wanneer de orde van mening is dat een generaal overste "niet meer geschikt is voor de dienst en het gemeenschappelijke belang van der broeders", een ander moet worden gekozen (2RegMB 8,1-4). Omdat Johannes Parenti neigde naar de zijde van de spiritualen, werd hij vermoedelijk door de conventuelen (die inmiddels werden gesteund door de paus) niet meer geschikt bevonden. Dat Elias, die zelf conventueel was, werd herkozen geeft het vermoeden van een afzettingsprocedure voor Johannes Parenti geloofwaardigheid.